# Kaširani papir
Kaširani papir ili papir-maše (iz francuskog papier mâche — papirna "kaša") je mješavina papira i veziva od kojih se može izraditi lagan, stabilan, relativno velik i relativno jeftin predmet kao primjerice figura, skulptura ili namještaji.
Postoji nekoliko načina za izradu kaširanog papira. Rabi se primjerice novinski papir,kojeg se trga u trake, miješa s ljepilom i vodom u određenom odnosu.
Prilikom izrade predmeta od kaširanog papira radi se u slojevima. Gotov i osušen predmet može se naknadno obraditi brušenjem.